# Jak–141
A Jak–141 (cirill betűkkel: Як–141, NATO-kódja: Freestyle) az orosz Jakovlev tervezőiroda (OKB–115) szuperszonikus, helyből felszálló (VTOL) vadászrepülőgépe. 1989 márciusában repült először, a Szovjet Haditengerészetnél rendszeresített Jak–38 haditengerészeti vadászrepülőgép leváltására szánták. Négy prototípus készült, a fejlesztési programot 1991 augusztusában törölték.

## Története
A repülőgép fejlesztési programja, eredetileg Jak–41 típusjelzéssel, 1975-ben kezdődött az OKB–115 tervezőirodánál. A repülőgépet a szovjet repülőgép-hordozókon alkalmazott, alacsony harcértékű Jak–38 helyből felszálló vadászrepülőgép utódjának szánták. Négy prototípus épült, közülük kettőt a földi statikai próbákhoz használtak fel, a másik két prototípus a repülési tesztekre szolgált. Az első, hagyományos üzemmódú felszállására 1987. március 9-én került sor. Az első függőleges felszállást pedig 1989. december 29-én hajtották végre a géppel. A nagyközönség előtt az 1989-es párizsi légiszalonon, 1991-ben mutatták be. 1991. szeptember 26-án kezdődtek a hajófedélzeti repülési próbák az Admiral Gorskov (ex. Baku) repülőgép-hordozó fedélzetén. A tesztek során az egyik gép 1991. október 5-én lezuhant. 1991-ben a prototípusok típusjelzését Jak–141M-re változtatták, ez a vadászrepülőgép többcélú alkalmazásának lehetőségére utalt. 1992 nyarára a prototípusok összesen 205 felszállást teljesítettek, az orosz kormányzat azonban a repülési tesztek vége felé felfüggesztette a fejlesztési programot.
Az elfordítható kilépő gázsugár segítségével a repülőgép függőlegesen is képes volt felemelkedni, vagy nagyon rövid nekifutás után felszállni, és aztán ismét függőlegesen leszállni. Vízszintes repülésben elérte a hangsebességet.